# Pieksänmaa
Pieksänmaa is een voormalige gemeente in de Finse provincie Oost-Finland en in de Finse regio Zuid-Savo. De gemeente had in 2006 een gebied van 1539 km² en 8477 inwoners.
In 2004 werden de gemeentes Jäppilä, Pieksämäen maalaiskunta en Virtasalmi samengevoegd; hiermee ontstond de gemeente Pieksänmaa. Drie jaar later in 2007 werd deze gemeente samengevoegd met de gemeente Pieksämäki.
Pieksänmaa grensde aan de buurgemeenten Hankasalmi, Haukivuori, Joroinen, Juva, Leppävirta, Pieksämäki (lag als enclave binnen de gemeente Pieksänmaa), Rautalampi en Suonenjoki. Pieksänmaa heeft een minimale hoogte van 98 meter en een maximale hoogte van 180 meter.